# Unione Sportiva Cremonese 2003-2004
Questa pagina raccoglie le informazioni riguardanti l'Unione Sportiva Cremonese nelle competizioni ufficiali della stagione 2003-2004.

## Stagione
Nella stagione 2003-2004 la Cremonese disputa il girone A del campionato di Serie C2, giungendo seconda dietro al Mantova e venendo promossa in Serie C1 dopo aver vinto i playoff, superando il Pizzighettone in semifinale ed il Südtirol in finale. Si inizia la stagione con il tecnico confermato Claudio Maselli, ma dopo due sconfitte nelle prime tre giornate si passa nelle mani di Giorgio Roselli, con lui la Cremonese chiude al terzo posto con 31 punti il girone di andata, dietro alla Coppia Südtirol e Valenzana, che poi perdono terreno nel ritorno. Sale diretto in Serie C1 il Mantova che vince il torneo con 64 punti, la Cremonese vince i playoff e torna in Serie C1. Protagonista inatteso l'attaccante barese Gioacchino Prisciandaro, preso dal Martina Franca, che disputa un sontuoso campionato, condito da 23 reti segnate, oltre alle 5 messe a segno nei playoff. Per i grigiorossi una vera manna piovuta dal cielo. In doppia cifra anche Mattia Marchesetti autore di 18 reti, delle quali 14 in campionato, una in Coppa Italia e 3 nei playoff. Nella Coppa Italia i grigiorossi disputano il girone C, che ha promosso il Pavia.

## Rosa
| N. |                   | Ruolo | Calciatore            |
| -- | ----------------- | ----- | --------------------- |
|    | Italia (bandiera) | D     | Mauro Bertoni         |
|    | Italia (bandiera) | P     | Giorgio Bianchi       |
|    | Italia (bandiera) | D     | Andrea Camussi        |
|    | Italia (bandiera) | A     | Fabio Chiappani       |
|    | Italia (bandiera) | D     | Roberto Chiaria       |
|    | Italia (bandiera) | C     | Andrea Coletto        |
|    | Italia (bandiera) | D     | Giovanni Dall'Igna    |
|    | Italia (bandiera) | D     | Mario Donadoni        |
|    | Italia (bandiera) | D     | Cristian Forlani      |
|    | Italia (bandiera) | C     | Dino Giannascoli      |
|    | Italia (bandiera) | A     | Renato Greco          |
|    | Italia (bandiera) | A     | Josè Maria La Cagnina |

| N. |                    | Ruolo | Calciatore             |
| -- | ------------------ | ----- | ---------------------- |
|    | Italia (bandiera)  | D     | Andrea Manucci         |
|    | Italia (bandiera)  | A     | Mattia Marchesetti     |
|    | Italia (bandiera)  | C     | Marco Merlo            |
|    | Camerun (bandiera) | C     | Jean Mekongo Ondoa     |
|    | Italia (bandiera)  | C     | Andrea Polonini        |
|    | Italia (bandiera)  | A     | Giocchino Prisciandaro |
|    | Italia (bandiera)  | D     | Maurizio Ragnoli       |
|    | Italia (bandiera)  | C     | Roberto Sandrini       |
|    | Italia (bandiera)  | C     | Federico Smanio        |
|    | Italia (bandiera)  | A     | Luca Tabbiani          |
|    | Italia (bandiera)  | A     | Riccardo Taddei        |
|    | Italia (bandiera)  | D     | Cristian Trapella      |

## Risultati

### Campionato

#### Girone di andata
| Arbitro: | Bo (Genova) |

|                         |           |                             |
| Prisciandaro 44’ (rig.) | Marcatori | 36’ Mignani 47’ M. Donadoni |

| Arbitro: | Nappi (Napoli) |

|                                       |           |  |
| Prisciandaro 30’ Marchesetti 44’, 47’ | Marcatori |  |

| Arbitro: | Brunialti (Trento) |

|                  |           |                                  |
| Prisciandaro 44’ | Marcatori | 50’ Cibocchi 90+1’ D. Galimberti |

| Arbitro: | Didato (Agrigento) |

|                 |           |                                       |
| Torino 20’, 54’ | Marcatori | 77’ R. Taddei 83’ (rig.) Prisciandaro |

| Arbitro: | Marrocco (Pisa) |

|                                                   |           |           |
| Prisciandaro 6’, 34’ Marchesetti 66’ Smanio 90+3’ | Marcatori | 37’ Zubin |

| Arbitro: | Iannone (Napoli) |

|               |           |                                            |
| Sessolo 90+1’ | Marcatori | 39’, 47’, 77’ Prisciandaro 81’ Marchesetti |

| Arbitro: | Saveri (Viterbo) |

|  |           |              |
|  | Marcatori | 90+5’ Lauria |

| Arbitro: | Padovan (Conegliano) |

|           |           |  |
| Nardi 43’ | Marcatori |  |

| Arbitro: | Benedetti (Viterbo) |

|                                                                |           |                     |
| Forlani 27’ Prisciandaro 28’, 89’ Tabbiani 37’ Marchesetti 50’ | Marcatori | 36’ (rig.) Ferretti |

| Arbitro: | Landolfo (Frattamaggiore) |

|  |           |                              |
|  | Marcatori | 51’ (rig.), 65’ Prisciandaro |

| Arbitro: | Prato (Lecce) |

|                             |           |  |
| Forlani 2’ Prisciandaro 33’ | Marcatori |  |

| Arbitro: | P.S. Mazzoleni (Bergamo) |

|  |           |                 |
|  | Marcatori | 2’ Prisciandaro |

| Monza 30 novembre 2003 13ª giornata | Monza           | 0 – 0 | Cremonese | Stadio Brianteo\| Arbitro: \| Salati (Trento) \| |
| Arbitro:                            | Salati (Trento) |       |           |                                                  |

| Cremona 7 dicembre 2003 14ª giornata | Cremonese         | 0 – 0 | Mantova | Stadio Giovanni Zini\| Arbitro: \| Gava (Conegliano) \| |
| Arbitro:                             | Gava (Conegliano) |       |         |                                                         |

| Arbitro: | Torella (Roma) |

|  |           |                |
|  | Marcatori | 7’ Marchesetti |

| Arbitro: | Fiori (Perugia) |

|                  |           |  |
| Prisciandaro 47’ | Marcatori |  |

| Arbitro: | Masiero (Mestre) |

|           |           |                |
| Falco 55’ | Marcatori | 61’ La Cagnina |

#### Girone di ritorno
| Cremona 11 gennaio 2004 18ª giornata | Cremonese         | 0 – 0 | Palazzolo | Stadio Giovanni Zini\| Arbitro: \| Dattrino (Torino) \| |
| Arbitro:                             | Dattrino (Torino) |       |           |                                                         |

| Savona 18 gennaio 2004 19ª giornata | Savona           | 0 – 0 | Cremonese | Stadio Valerio Bacigalupo\| Arbitro: \| Saveri (Viterbo) \| |
| Arbitro:                            | Saveri (Viterbo) |       |           |                                                             |

| Arbitro: | Stefanini (Prato) |

|                   |           |  |
| D. Galimberti 83’ | Marcatori |  |

| Arbitro: | G. Rubino (Salerno) |

|                           |           |  |
| Coletto 11’ R. Taddei 16’ | Marcatori |  |

| Arbitro: | Caristia (Siracusa) |

|                           |           |                      |
| Egbedi 9’ Bergantin 90+4’ | Marcatori | 30’, 44’ Marchesetti |

| Arbitro: | Taverna (Taurianova) |

|          |           |             |
| Greco 6’ | Marcatori | 11’ Scapini |

| Valenza 29 febbraio 2004 24ª giornata | Valenzana          | 0 – 0 | Cremonese | Stadio Comunale\| Arbitro: \| Mariuzzo (Venezia) \| |
| Arbitro:                              | Mariuzzo (Venezia) |       |           |                                                     |

| Cremona 7 marzo 2004 25ª giornata | Cremonese        | 0 – 0 | Südtirol | Stadio Giovanni Zini\| Arbitro: \| Liberti (Genova) \| |
| Arbitro:                          | Liberti (Genova) |       |          |                                                        |

| Arbitro: | Vicinanza (Albenga) |

|  |           |                |
|  | Marcatori | 26’ La Cagnina |

| Arbitro: | Marrocco (Pisa) |

|                              |           |  |
| Trapella 28’ Marchesetti 54’ | Marcatori |  |

| Arbitro: | Saveri (Viterbo) |

|                          |           |                                |
| Ike 19’ Tozzi Borsoi 23’ | Marcatori | 28’ Prisciandaro 87’ R. Taddei |

| Arbitro: | Squillace (Catanzaro) |

|                                       |           |  |
| Prisciandaro 48’ Marchesetti 81’, 89’ | Marcatori |  |

| Arbitro: | Barletta (Bernalda) |

|                  |           |           |
| Prisciandaro 84’ | Marcatori | 80’ Ugali |

| Arbitro: | Ciampi (Roma) |

|                   |           |  |
| Graziani 39’, 70’ | Marcatori |  |

| Arbitro: | Pantana (Macerata) |

|                              |           |                    |
| Prisciandaro 14’, 57’ (rig.) | Marcatori | 47’ M. Tacchinardi |

| Arbitro: | Italiani (L'Aquila) |

|  |           |                         |
|  | Marcatori | 87’ (rig.) Prisciandaro |

| Arbitro: | Prato (Lecce) |

|                               |           |             |
| Tabbiani 36’ Prisciandaro 43’ | Marcatori | 17’ Manunza |

## Playoff

### Semifinali
| Arbitro: | Squillace (Catanzaro) |

|                       |           |                                              |
| Sorrentino 33’ (rig.) | Marcatori | 27’ (rig.), 71’ Prisciandaro 61’ Marchesetti |

| Arbitro: | P.S. Mazzoleni (Bergamo) |

|                                                |           |  |
| R. Taddei 25’ Prisciandaro 74’ Marchesetti 87’ | Marcatori |  |

### Finali
| Arbitro: | Crugliano (Crotone) |

|           |           |                       |
| Nardi 50’ | Marcatori | 74’, 87’ Prisciandaro |

| Arbitro: | Pantana (Macerata) |

|                               |           |             |
| Marchesetti 36’ R. Taddei 79’ | Marcatori | 84’ M. Moro |

### Coppa Italia

#### Girone C
| Cremona 17 agosto 2003 1ª giornata | Cremonese           | 0 – 0 | Pro Sesto | Stadio Giovanni Zini\| Arbitro: \| Barbirati (Ferrara) \| |
| Arbitro:                           | Barbirati (Ferrara) |       |           |                                                           |

| 20 agosto 2003 2ª giornata |  | – Turno di riposo Cremonese |  |  |

| Arbitro: | Tonolini (Milano) |

|               |           |            |
| Ambrosoni 65’ | Marcatori | 88’ Aiolfi |

| Arbitro: | Marelli (Como) |

|                 |           |  |
| Marchesetti 35’ | Marcatori |  |

| Arbitro: | Burdin (Cormons) |

|             |           |               |
| Valente 30’ | Marcatori | 71’ R. Taddei |